# Vlag van Aarle-Rixtel

Vlag van de gemeente Aarle-Rixtel
(1973-1997)

Vlag van de gemeente Aarle-Rixtel
(voor 1973)

De vlag van Aarle-Rixtel werd op 27 december 1973 bij raadsbesluit vastgesteld als de gemeentelijke vlag van de Noord-Brabantse gemeente Aarle-Rixtel. De vlag, die een voorgaande vlag verving, kan als volgt worden beschreven:
In de broeking twee banen van gelijke hoogte in blauw en rood, het uitwaaiende deel twee banen van gelijke hoogte in rood en blauw, met op de scheiding van broeking en vlucht een vierpuntige ster in wit ter hoogte van 4/5 van de hoogte van de vlag.
De witte ster symboliseert de maagd Maria die schildhouder van het gemeentewapen is. Opvallend is dat de kleuren van de vlag niet in het wapen voorkomen. Toch werden ze volgens Sierksma al "sinds onheuglijke tijden" gebruikt. Een verklaring hiervoor is dat de kleuren toebehoren aan de schutspatronen van de twee schutterijen: blauw zou de kleur van de mantel van Maria zijn, schutspatroon van Aarle en rood de kleur van de mantel van Margaretha, schutspatroon van Rixtel.
In 1997 is Aarle-Rixtel opgegaan in de nieuw opgerichte gemeente Laarbeek, waarmee de vlag als gemeentevlag kwam te vervallen.

## Voorgaande vlag
De voorgaande vlag is nooit officieel vastgesteld als gemeentevlag, maar werd wel als zodanig gebruikt. De beschrijving van deze vlag luidt:
Twee banen van gelijke hoogte in blauw en rood.

## Verwante afbeelding

Wapen van Aarle-Rixtel

Aalburg 
· Aarle-Rixtel 
· Alphen en Riel 
· Bakel en Milheeze 
· Beek en Donk 
· Beers 
· Berghem 
· Berkel-Enschot 
· Berlicum 
· Bladel en Netersel 
· Borkel en Schaft 
· Boxmeer 
· Budel 
· Chaam 
· Cuijk 
· Cuijk en Sint Agatha 
· Den Dungen 
· Diessen 
· Dinteloord en Prinsenland 
· Drunen 
· Dussen 
· Engelen 
· Erp 
· Esch 
· Escharen 
· Fijnaart en Heijningen 
· Geffen 
· Geldrop 
· Gemert 
· Giessen 
· Ginneken en Bavel 
· Grave 
· 's Gravenmoer 
· Haaren 
· Halsteren 
· Haps 
· Heesch 
· Heeswijk-Dinther 
· Heeze 
· Helvoirt 
· Hoeven 
· Hooge en Lage Mierde 
· Hooge en Lage Zwaluwe 
· Hoogeloon, Hapert en Casteren 
· Huijbergen 
· Klundert 
· Landerd 
· Leende 
· Liempde 
· Lieshout 
· Lith 
· Luyksgestel 
· Maarheeze 
· Maasdonk 
· Made en Drimmelen 
· Megen, Haren en Macharen 
· Mierlo 
· Mill en Sint Hubert 
· Moergestel 
· Nieuw-Ginneken 
· Nieuw-Vossemeer 
· Nistelrode 
· Nuland 
· Oeffelt 
· Oost-, West- en Middelbeers 
· Oploo, Sint Anthonis en Ledeacker 
· Ossendrecht 
· Oud en Nieuw Gastel 
· Oudenbosch 
· Prinsenbeek 
· Putte 
· Raamsdonk 
· Ravenstein 
· Reusel 
· Riethoven 
· Rijsbergen 
· Rijswijk 
· Roosendaal en Nispen 
· Rosmalen 
· Schaijk 
· Schijndel 
· Sint Anthonis 
· Sint-Oedenrode 
· Sprang-Capelle 
· Standdaarbuiten 
· Terheijden 
· Teteringen 
· Uden 
· Udenhout 
· Veghel
· Vessem, Wintelre en Knegsel 
· Vierlingsbeek 
· Vlijmen 
· Wanroij 
· Waspik 
· Werkendam 
· Westerhoven 
· Willemstad 
· Woudrichem 
· Wouw 
· Zeeland 
· Zevenbergen